# Канада на зимних Олимпийских играх 1964
Канада принимала участие в зимних Олимпийских играх 1964, и заняла 10-е место в общекомандном зачёте.

## Медалисты
| Медаль  | Спортсмен                                         | Вид спорта       | Дисциплина        |
| ------- | ------------------------------------------------- | ---------------- | ----------------- |
| Золото  | Виктор Эмери Питер Кёрби Дуглас Энакин Джон Эмери | Бобслей          | Мужчины, четвёрки |
| Серебро | Дебби Вилкес Ги Ревель                            | Фигурное катание | Спортивные пары   |
| Бронза  | Петра Бурка                                       | Фигурное катание | Женщины           |